# Cymothales cybele
Cymothales cybele is een insect uit de familie van de mierenleeuwen (Myrmeleontidae), die tot de orde netvleugeligen (Neuroptera) behoort. 
Cymothales cybele is voor het eerst wetenschappelijk beschreven door Mansell in 1987.